# Lichtinstallation

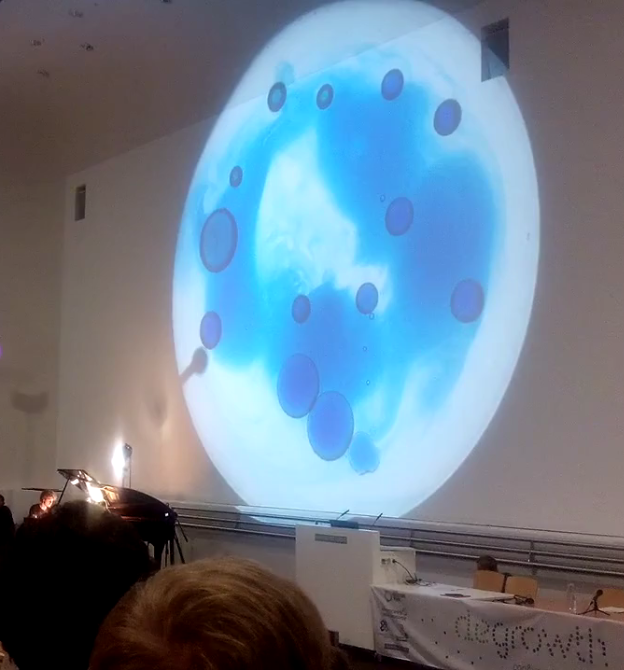
Installation von Pablo Paolo Kilian im Audimax des Augusteum der Universität Leipzig während der Internationalen Degrowth-Konferenz 2014

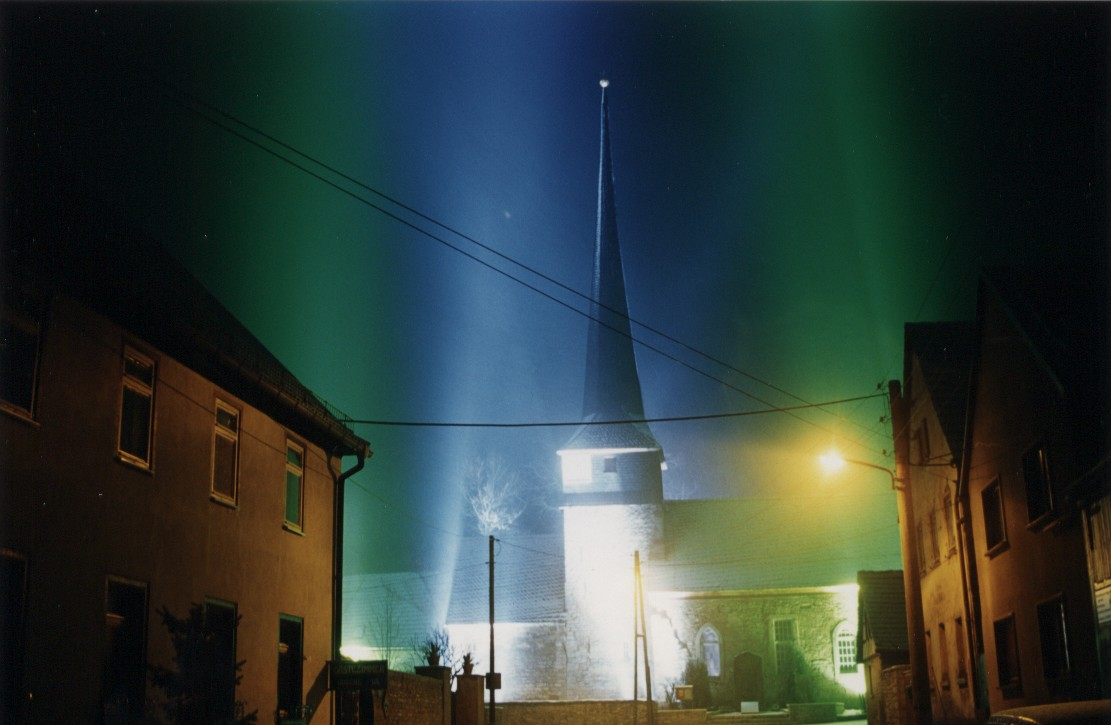
Lichtskulptur Gelmeroda

Der Begriff Lichtinstallation (Kompositum aus „Licht“ und „(Kunst)installation“) bezeichnet eine animierte Form der Beleuchtung eines großen Innenraums oder einer Raumflucht, eines Bauwerks, Brunnens oder öffentlichen Platzes oder Geländes.
Lichtinstallationen werden heute meist mit Musik kombiniert und über Computer gesteuert, können aber auch selbsttätige oder von den Besuchenden ausgelöste Zyklen aufweisen. Die technische Ausführung erfolgt vorwiegend mit Scheinwerfern, speziellen Beleuchtungskörpern oder Bild-Projektoren.
Im Freien finden Lichtinstallationen vorzugsweise am Abend bzw. in der Dämmerung statt, beispielsweise zum Auftakt oder Abschluss von Festivals. Im Innern von Gebäuden werden sie oft bei Konzerten veranstaltet, zunehmend auch bei Ausstellungen oder als Unterstützung von Kunstführungen, zu Vernissagen und in manchen größeren Schauhöhlen.

## Beispiele (Auswahl)
Lichtinstallationen in und an verschiedenen Bauwerken wie Kirchen, Brücken sind ein Schwerpunkt der seit 2000 alle zwei Jahre in Frankfurt am Main stattfindenden Luminale, ein Festival der Lichtkultur parallel zur Light + Building, einer internationalen Fachmesse für Licht- und Beleuchtungstechnik, die 2024 allerdings „aufgrund Energiemangels“ ausfällt.